# 长隙蛛
长隙蛛（学名：Coelotes prolixus）为暗蛛科隙蛛属的动物。在中国大陆，分布于湖南等地。该物种的模式产地在湖南长沙岳麓山。